# Uncus
Pour l'uncus vertébral, voir Vertèbre cervicale.
L'uncus est l'extrémité antérieure du gyrus parahippocampique. Son nom vient du latin uncus voulant dire crochet, en référence à sa forme.